# Jézeau
Jézeau (okzitanisch: Gèdeu) ist eine französische Gemeinde mit 104 Einwohnern (Stand: 1. Januar 2022) im Département Hautes-Pyrénées in der Region Okzitanien (zuvor Midi-Pyrénées). Sie gehört zum Arrondissement Bagnères-de-Bigorre und zum Kanton Neste, Aure et Louron. Die Einwohner werden Jézeous genannt.

## Geographie
Jézeau liegt in einem Seitental der oberen Neste, etwa 20 Kilometer nördlich der Grenze zu Spanien und 50 Kilometer südöstlich von Tarbes. Umgeben wird Jézeau von den Nachbargemeinden Ardengost im Norden, Ferrère im Osten, Bareilles im Südosten und Süden, Cazaux-Debat im Süden und Südwesten, Arreau im Südwesten und Westen, Pailhac im Westen sowie Fréchet-Aure im Nordwesten.

## Bevölkerungsentwicklung
| Jahr                       | 1962 | 1968 | 1975 | 1982 | 1990 | 1999 | 2006 | 2013 | 2020 |
| Einwohner                  | 102  | 93   | 73   | 73   | 89   | 107  | 114  | 104  | 96   |
| Quellen: Cassini und INSEE |      |      |      |      |      |      |      |      |      |

## Sehenswürdigkeiten
- Kirche Saint-Laurent aus dem 16. Jahrhundert
- ehemaliges öffentliches Waschhaus

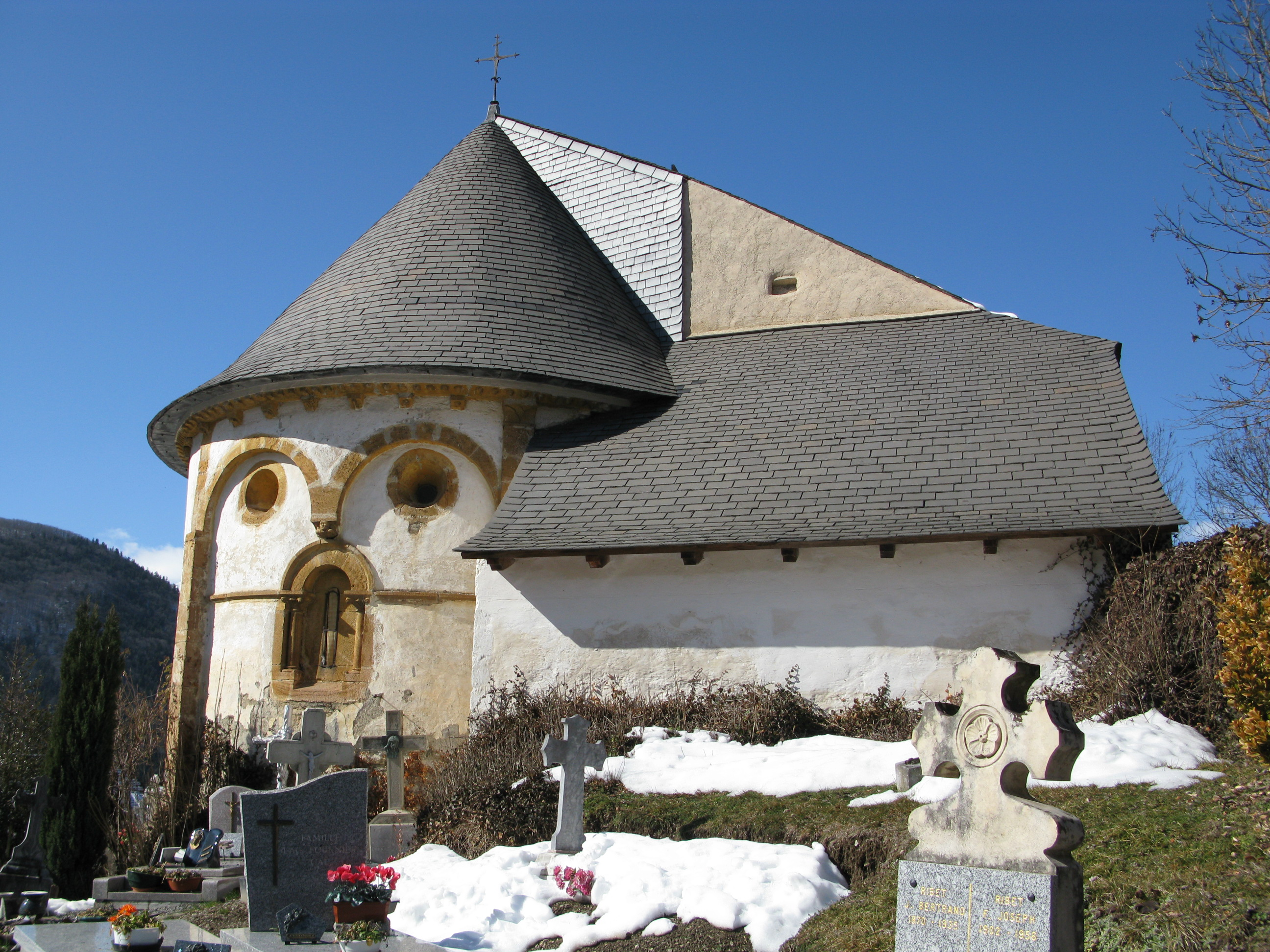
Kirche Saint-Laurent
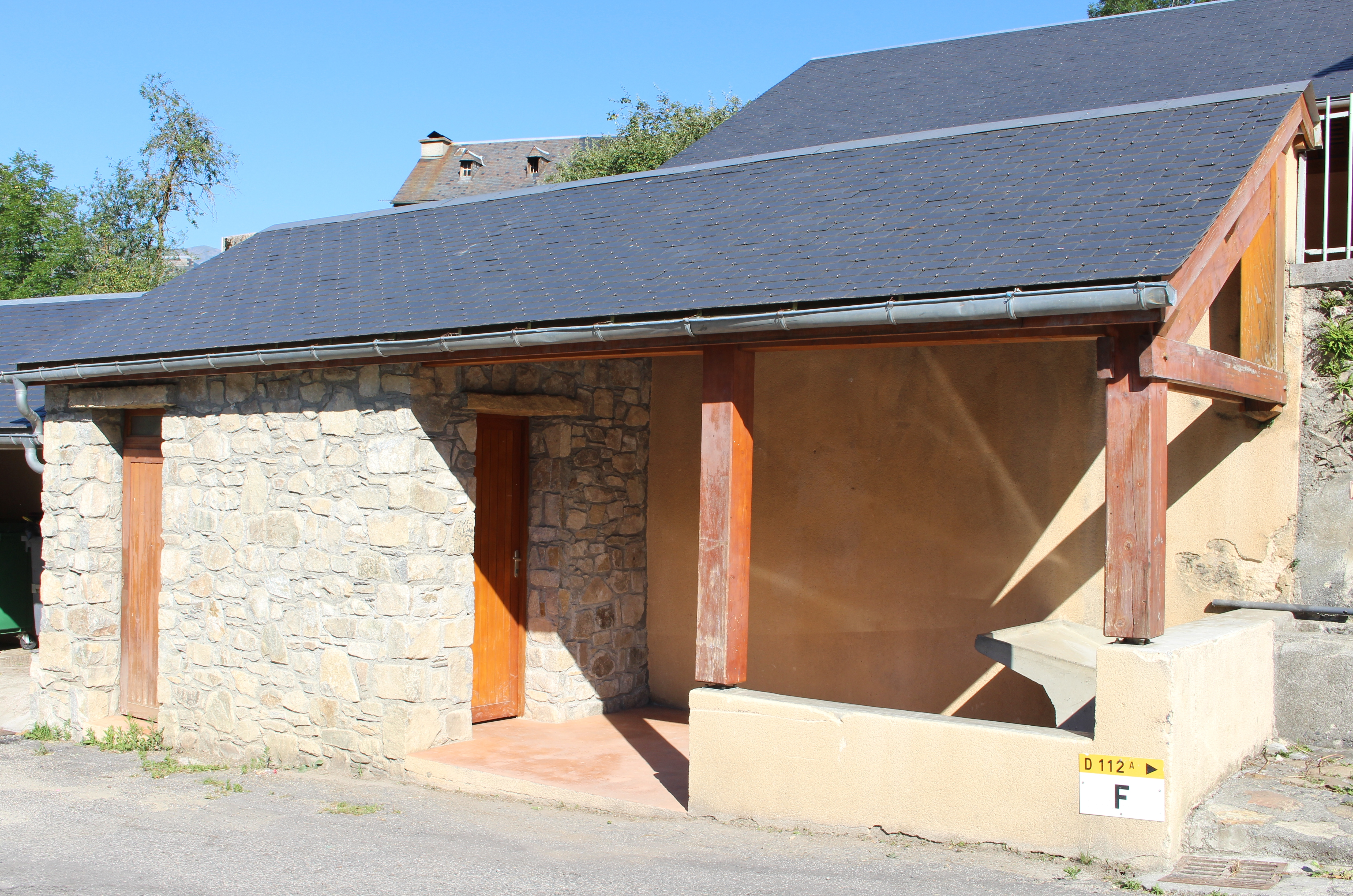
Waschhaus
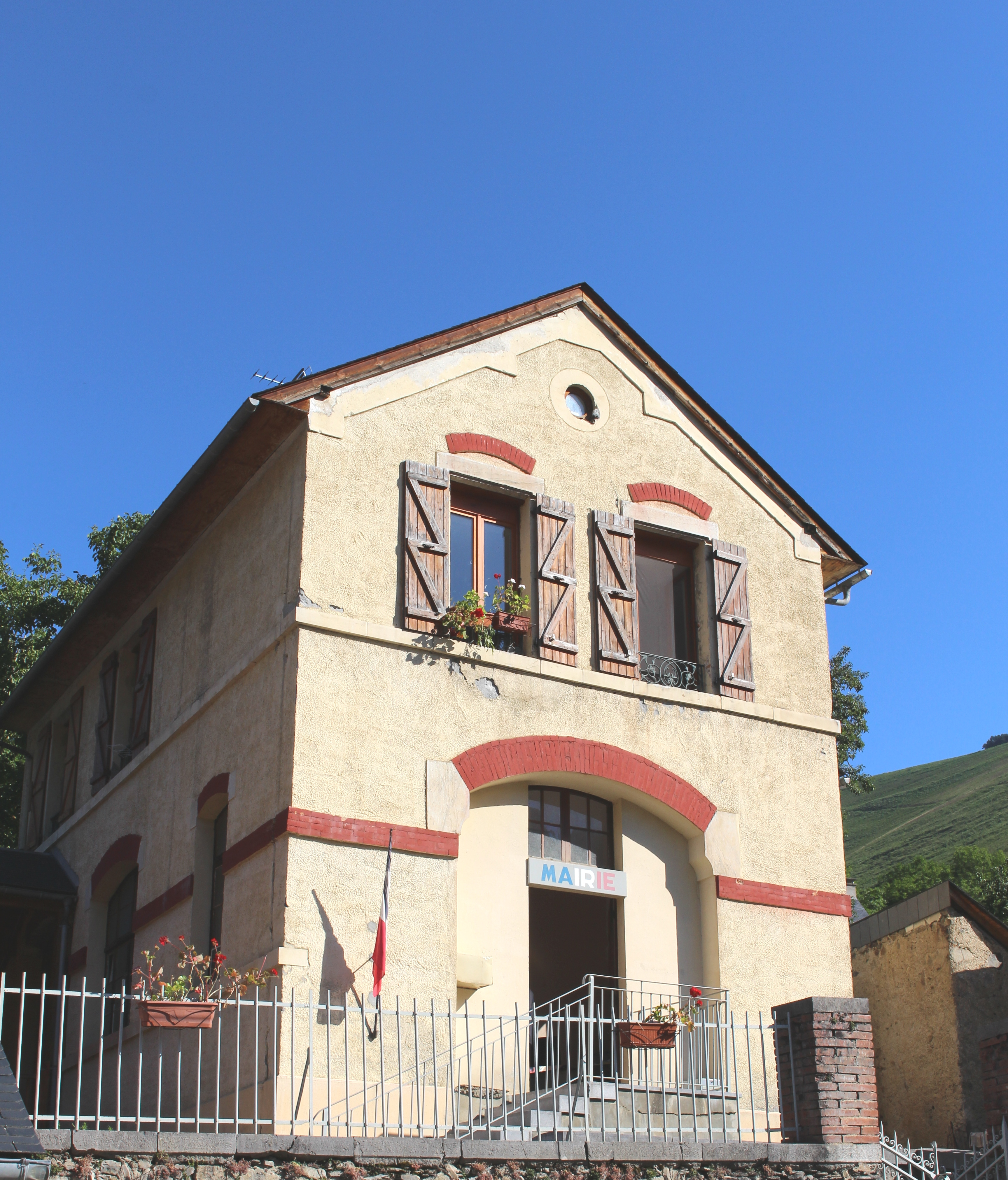
Rathaus (Mairie) von Jézeau
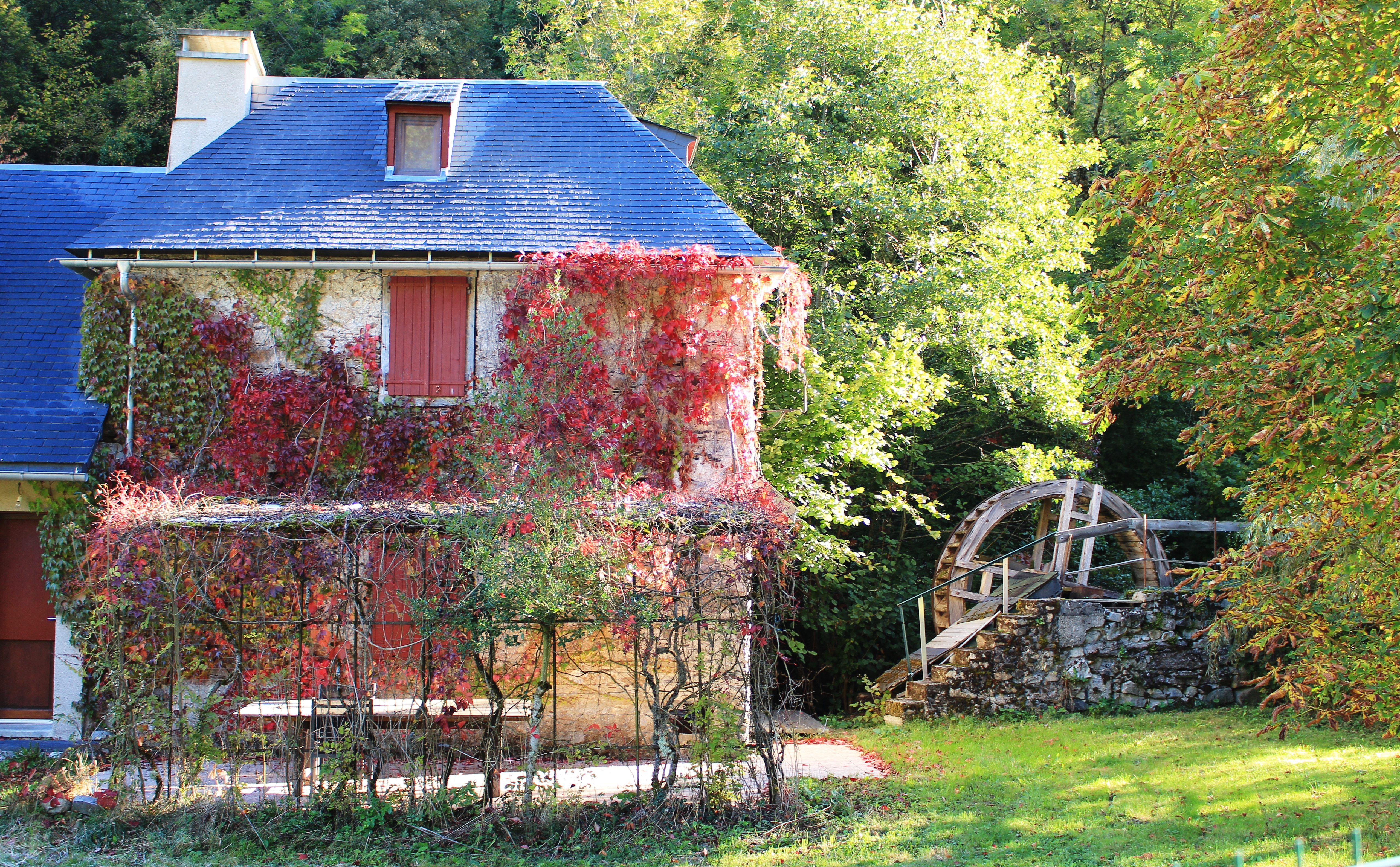
Wassermühle
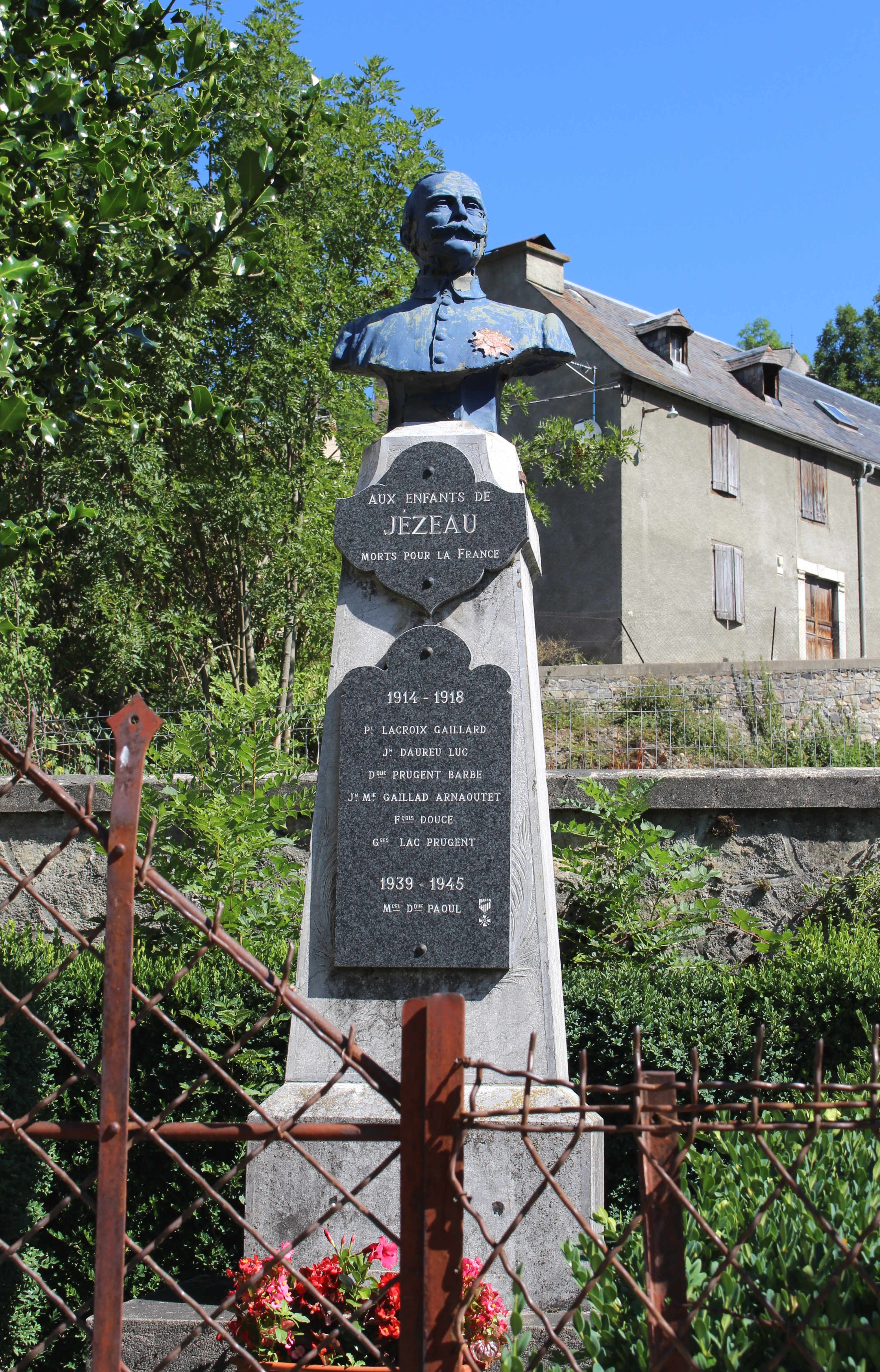
Gefallenendenkmal